# Magnetic Man (album)
Magnetic Man is het debuutalbum van de elektronische muziekgroep Magnetic Man. Het album kwam op 8 oktober 2010 uit.

## Tracklist
| Nr. | Titel                             | Duur |
| --- | --------------------------------- | ---- |
| 1.  | Flying Into Tokyo                 | 3:08 |
| 2.  | Fire (ft. Ms. Dynamite)           | 4:39 |
| 3.  | I Need Air (ft. Angela Hunte)     | 4:16 |
| 4.  | Anthemic (ft. P Money)            | 6:08 |
| 5.  | The Bug                           | 4:14 |
| 6.  | Ping Pong                         | 6:29 |
| 7.  | Perfect Stranger (ft. Katy B)     | 5:57 |
| 8.  | Mad                               | 3:45 |
| 9.  | Boiling Water (ft. Sam Frank)     | 3:36 |
| 10. | K Dance                           | 3:16 |
| 11. | Crossover (ft. Katy B)            | 4:15 |
| 12. | Box of Ghosts                     | 3:45 |
| 13. | Karma Crazy                       | 4:13 |
| 14. | Getting Nowhere (ft. John Legend) | 4:29 |

| Nr. | Titel                                                | Duur  |
| --- | ---------------------------------------------------- | ----- |
| 15. | Album Mixtape (Continuous Mix)                       | 54:19 |
| 16. | Certified Banger                                     | 5:27  |
| 17. | Corner of a Dark Room                                | 4:29  |
| 18. | I Need Air ft. Angela Hunte (Digital Soundboy Remix) | 5:21  |
| 19. | I Need Air ft. Angela Hunte (Redlight Remix)         | 4:19  |
| 20. | Perfect Stranger ft. Katy B (Benga Remix)            | 4:41  |

| Nr. | Titel                  | Duur |
| --- | ---------------------- | ---- |
| 15. | Anthemic (ft. P Money) | 3:49 |